# Jean-François Desideratus de Nassau-Siegen
Jean-François Desideratus (28 juillet 1627 à Nozeroy – 17 décembre 1699 à Roermond) est comte de Nassau-Siegen et stathouder de Limbourg et Haute-Gueldre.

## Biographie
Jean-François Desideratus est le seul fils du comte Jean VIII de Nassau-Siegen, qui s'est converti au catholicisme, et de Ernestine-Yolande de Ligne d'Amblise. Il succède à son père en 1638 comme comte de Nassau-Siegen, mais doit céder une partie du comté à la branche protestante de la famille en 1648. Il poursuit la lutte contre protestants en supprimant les calvinistes dans son territoire. Son règne est marqué par la mauvaise gestion et les dettes.
Comme son père, Jean-François Desideratus est un général au service de l'Espagne. En 1652, il est élevé Prince du Saint-Empire et devient membre de l'Ordre de la Toison d'or en 1661. De 1665 à 1684, il est Stathouder espagnol de Limbourg et de 1680 à 1699 aussi de la Haute-Gueldre. Il vit une grande partie de sa vie à Ruremonde, où il meurt en 1699. À sa mort, il est remplacé par son fils aîné survivant Guillaume Jacinthe.

## Mariages et enfants
Jean-François Desideratus s'est marié 3 fois:
À Vienne, le 14 mai 1651, il épouse la comtesse Jeanne Claudia de Königsegg-Rotenfels-Aulendorf (23 août 1632 - 28 novembre 1663), dame d'honneur de l'impératrice Éléonore de Gonzague entre 1648-1651. Ils ont dix enfants:
- Marie Léopoldine Éléonore Gabrielle (27 septembre 1652 - 2 juin 1675), mariée à Maurice-Henri de Nassau-Hadamar.
- Ernestine Claudia Marguerite Felicitas (27 novembre 1653 - 22 novembre 1654).
- Un fils mort-né (25 février 1655).
- Ernestine Éléonore Antonia (janvier 1656 - 4 novembre 1675), nonne à Metz.
- Clara Julienne Marguerite Felicitas (novembre 1656 / octobre 1657 - 9 octobre 1727), chanoinesse à l'Abbaye de Thorn et au couvent de Saint-Waadru, à Mons.
- Albertine Anne Gabrielle (13 août 1658 - 26 août 1718), chanoinesse à l'abbaye de sainte-Aldegonde à Maubeuge.
- Marie Donata Gabrielle (8 août 1660 - 9 août 1660).
- Louise Caroline Anne (juillet ou août 1661 - août 1664).
- Une fille mort-née ( 21 août 1662).
- Un fils mort-né (28 novembre 1663).

A Rodemachern le 31 mai 1665, il épouse Marie-Éléonore-Sophie de Bade-Bade (1641 – 19 avril 1668). Ils ont quatre enfants:
- François Fortunatus (7 avril 1666 - 12 juillet 1672).
- Guillaume-Hyacinthe de Nassau-Siegen (3 avril 1667 - 18 février 1743), jumeau avec Hermann.
- Hermann (3 avril 1667 - 12 juillet 1672), jumeau avec Guillaume-Hyacinthe.
- Marie Éléonore Ernestine (19 avril 1668 - 28 septembre 1669).

À Bruxelles, le 9 février 1669, il épouse la Baronne Isabelle Claire du Puget de la Serre (1651 - 19 octobre 1714). Ils ont dix enfants:
- Ferdinand de Nassau-Siegen (29 juin 1673 - 22 mars 1734), Chanoine à Cologne, (1690), Doyen de l'Église Saint-Pierre, et chancelier de l'Université de Louvain (10 décembre 1692), diacre à Cologne (14 novembre 1694), prêtre (25 novembre 1695), chanoine à Liège (décembre 1695), abbé du monastère de la sainte-Croix de Bouzonville , archevêque titulaire de Trébizonde (de) (1728), chevalier de l'Ordre de Malte (1697).
- Joseph (1674 - 14 décembre 1674).
- Charlotte Sophie Jeanne (21 février 1675 - 29 mai 1676).
- Joseph Maurice Charles (17 mai 1676 - 29 janvier 1677).
- Marie Philippine (2 juillet 1677 - 16 décembre 1678).
- François-Hugo de Nassau-Siegen (18 octobre 1678 - 4 mars 1735), vice-régent de Nassau-Siegen (1727); marié à la comtesse Léopoldine de Hohenlohe-Bartenstein, sans descendance.
- Anne Louise Françoise (1er avril 1681 - 26 avril 1728), mariée à Charles Damman, vicomte d'Oomberghe.
- Claire Bernardine Françoise (11 mai 1682 - 27 décembre 1724), mariée à Francisco de Sousa Pacheco.
- Emmanuel Ignace (6 janvier 1688 - 1er août 1735), baron de Renaix (17 décembre 1699), prince-régent de Nassau-Siegen, (1727), maréchal de l'armée espagnole, chevalier de l'Ordre de Malte (1697), chevalier de l'Ordre de la Toison d'or (1715), chevalier de l'Ordre de Saint-Hubert (6 juin 1720); marié en 1711 à Charlotte de Mailly-Nesle; ils sont devenus officiellement séparés en 1716 (deux fils mort en bas âge). Il était le probable grand-père de Charles-Henri de Nassau-Siegen.
- Jeanne Baptista Josephine (16 janvier 1690 - 19 avril 1745), chanoinesse au couvent de Saint-Waadru, à Mons (7 octobre 1702).